# Happy with What You Have to Be Happy With
Happy with What You Have to Be Happy with è il terzo EP del gruppo musicale britannico King Crimson, pubblicato nel 2002 dalla Sanctuary Records.

## Il disco
La pubblicazione ha anticipato l'uscita dell'album The Power to Believe, nel quale sono stati inseriti alcuni brani dell'EP. La versione della titletrack presente nell'EP è più lunga rispetto alla versione pubblicata in The Power to Believe, mentre una versione alternativa di Eyes Wide Open è presente in The Power to Believe.

## Tracce
1. Bude (Belew) - 0:26
2. Happy With What You Have to Be Happy With (Belew, Fripp, Gunn, Mastelotto) - 4:12
3. Mie Gakure (Belew, Fripp) – 2:00
4. She Shudders (Belew) – 0:35
5. Eyes Wide Open (Belew, Fripp, Gunn, Mastelotto) – 4:08
6. Shoganai (Belew) – 2:53
7. I Ran (Belew) – 0:40
8. Potato Pie (Belew, Fripp, Gunn, Mastelotto) – 5:03
9. Larks Tongues in Aspic (Part IV) (Belew, Fripp, Gunn, Mastelotto) – 10:26 (Registrata dal vivo nel novembre 2001 a Nashville, USA)
10. Clouds (Belew) – 4:10
Include:
  - Einstein's Relatives (traccia nascosta) (Belew, Fripp, Gunn, Mastelotto)

## Formazione
- Robert Fripp – chitarra
- Adrian Belew – chitarra, voce
- Trey Gunn – chitarra Warr, rubber bass, fretless warr guitar
- Pat Mastelotto – batteria